# Skandinavisk brunbjørn
Den skandinaviske brunbjørn er en underart af den brune bjørn. Underarten har været stærkt udryddelsestruet, men der findes nu en bestand på cirka 1.100 dyr i det allernordligste Sverige, samt i grænseområderne mellem Sverige og Norge. Mere specifikt i Hedmark og Dalarna.
Den skandinaviske brunbjørn lever især af græs og blade i løbet af sommeren. I sensommeren går den primært over til en kost på vilde bær.
Bjørnen er fredet, men en begrænset og stærkt kontrolleret jagt på cirka 30-40 dyr gennemføres hvert år.
Hannen vejer cirka 400 kilogram. Hunnen det halve.
I Danmark kan bjørnen blandt andet ses i Skandinavisk Dyrepark på Djursland.